# Émile Beaussier

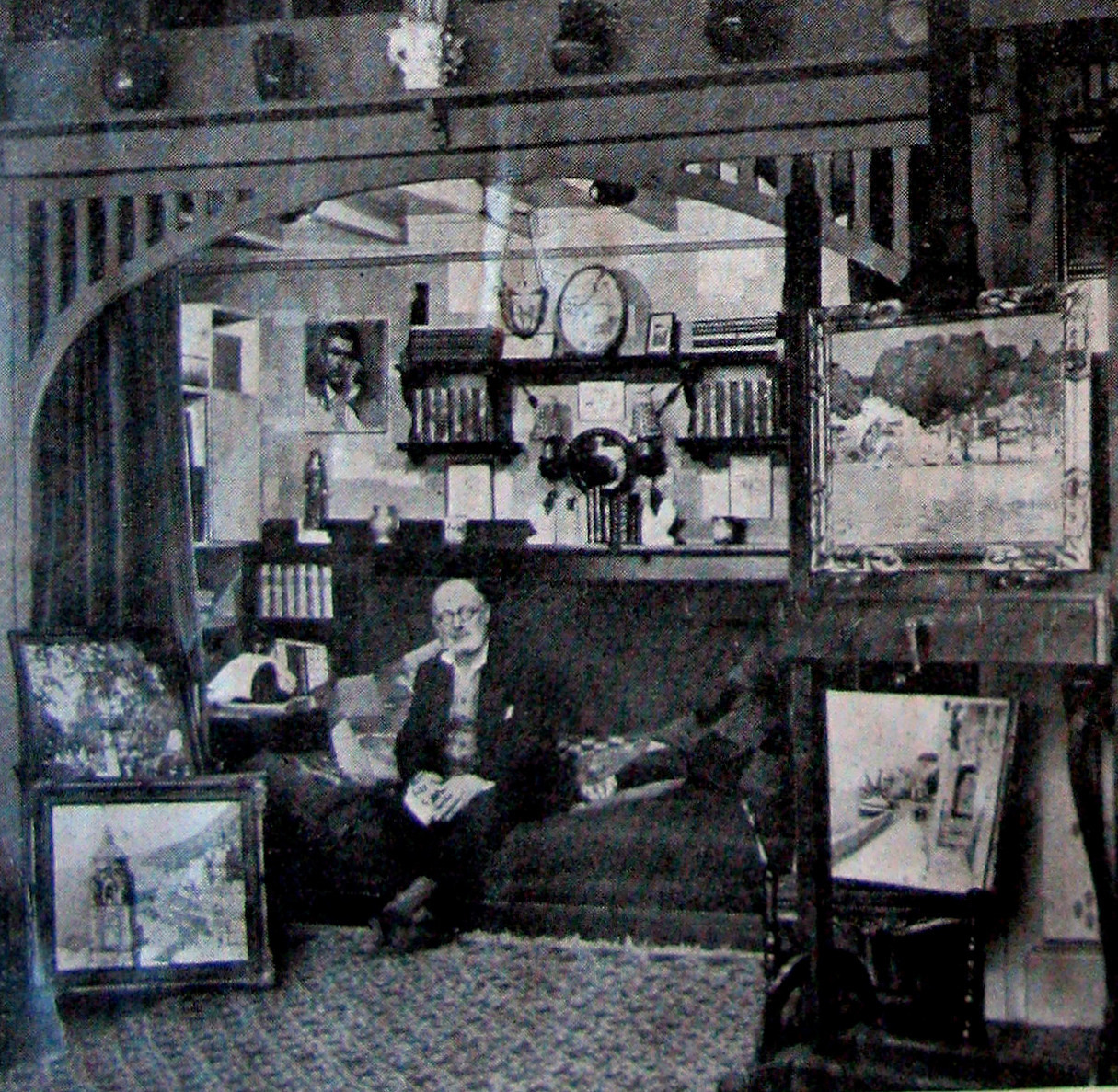
Atelier Beaussier

Émile Beaussier (Aviñón, 31 de diciembre de 1874-Lyon, 18 de octubre de 1943) fue un pintor paisajista francés. Se distinguió particularmente en la pintura de marinas y paisajes a pleno sol.

## Biografía

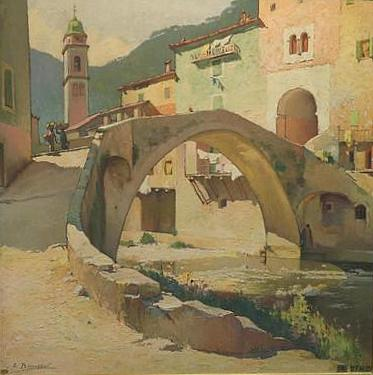
El viejo puente

Émile-Marius Beaussier nació en Aviñón, capital del departamento de Vaucluse, en la región de Provenza. Estudió arte en la École nationale supérieure des beaux-arts de Lyon de 1889 a 1894, luego se trasladó a París para asistir a la Académie Julian, donde fue alumno de Jean-Paul Laurens. En 1896, Braussier se casó con Julie-Marie Wuiot en Lyon, y su matrimonio duró 21 años. La pareja se divorció, sin haber tenido hijos, en julio de 1917.
Beaussier fue profesor de dibujo en Lyon en el «Petit collège» desde noviembre de 1906 hasta febrero de 1922; también fue miembro de la «Société Lyonnaise des Beaux-arts», en la que ocupó el cargo de presidente durante dos años (1937-1939); y finalmente fue elegido miembro de la «Société des artistes français». Expuso numerosas obras en el Salón de Lyon desde 1892 y en el Salón de París a partir de 1925. Sus temas favoritos eran los pueblos soleados a orillas del mar, típicos del sur de Francia, Italia y España. También fue autor de carteles, dibujos, acuarelas y retratos.
Émile Beaussier, como pintor itinerante, dejó una notable producción de obras ejecutadas en varios países ribereños del Mediterráneo. Como su colega Félix Ziem, Émile Beaussier pintó a menudo en Martigues, donde el pequeño puerto pesquero apodado «la Venecia de la Provenza» le inspiró numerosos lienzos.Émile Beaussier murió en Lyon a la edad de sesenta y nueve años, en 1943.
Jean-José Frappa, literato y erudito, escribió sobre él:
- «Todos los reflejos, todas las transparencias, todas las vibraciones de los colores se encuentran en la paleta de ese pintor de las horas soleadas que es Émile Beaussier. El verde esmeralda de las corrientes submarinas, el blanco lechoso de las olas, el rosa coral de las rocas, los azules ardientes del mediterráneo dormidos bajo un cielo también ardiente, efectos del sol que se aferra a la aspereza de las piedras antiguas, despertares rosados de las auroras, destellos de los días del sur, atardeceres de fuegos. Lo ha fijado todo en sus lienzos y nadie mejor que él sabe captar la sombra fugaz de una nube, la mancha luminosa de un rayo de sol bailando entre el follaje, el lamido de los colores del agua. Es un poeta amable".[4]

## Obras

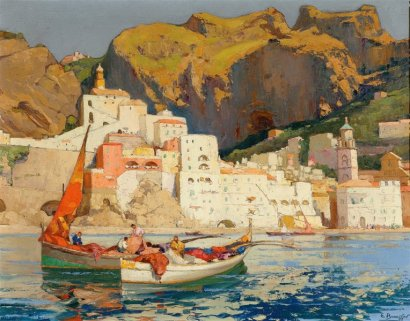
El puerto de Amalfi

### En colecciones públicas
- Camogli, près de Gênes - Le Balcon rouge, Museo de Bellas Artes de Lyon
- Le Car de Montélimar, ciudad de Lyon

### En colecciones privadas
- El Patio de Lindaraxa, Alhambra, Granada
- Una calle en Barbastro, Aragón
- Intérieur de l'église des Baux-de-Provence
- Hôtel-Dieu en Lyon
- Cour fleurie à Sitges, en 1907
- Le Vieux Pont de Sospel
- El Puente de Alcantara en Toledo
- Vaison-la-Romaine
- Villefranche-sur-Mer
- Nature morte aux œillets

## Exposiciones

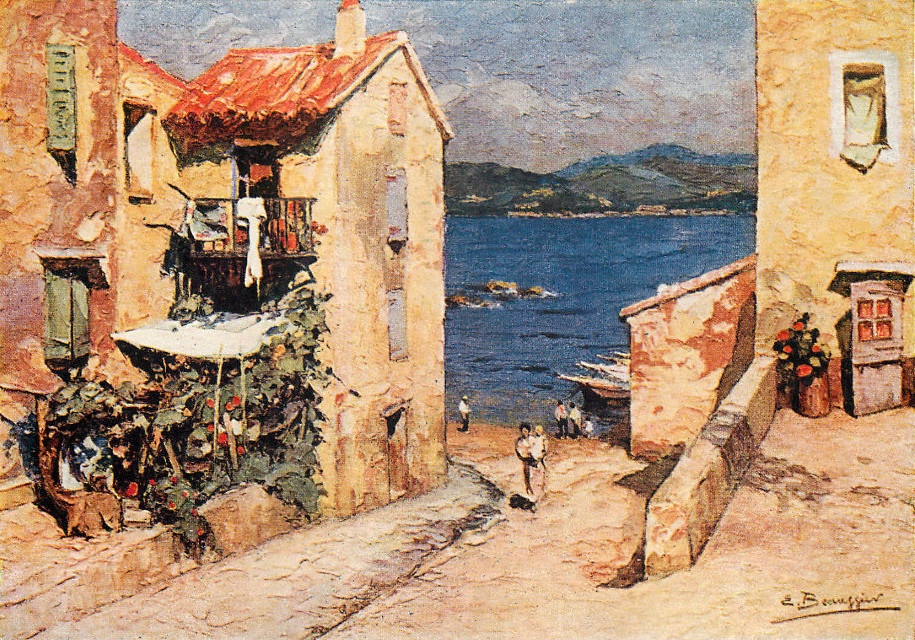
Pequeño puerto en S. Tropez

- 1908 - Corrida de Muerte, Salon de la Société lyonnaise des beaux-arts (catálogo no 44)
- 1909 - L'église des Baux, Salón de la Société lyonnaise des beaux-arts
- 1910 - La Venise Provençale, Salón de la Société lyonnaise des beaux-arts
- 1913 - Portrait du compositeur Antoine Mariotte - Le Patio bleu en Andalousie, Salon de la Société lyonnaise des beaux-arts (n. 44 y 45)
- 1914 - San Vigilio (lac de Garde), Salón de la Société lyonnaise des beaux-arts (n. 33)
- 1923 - Le balcon rouge, Salón de la Société lyonnaise des beaux-arts (40)
- 1926 - Valréas, Salón de la Société lyonnaise des beaux-arts (n. 34)
- 1927 - Le Beau Voyage, Salón de la Société lyonnaise des beaux-arts (n. 29)
- 1928 - O sole mio - Rive Napolitaine - Fontaine à Vinsobres, Salon de la Société lyonnaise des beaux-arts (n. 37, 38 y 40)
- 1929 - Rive Ligure - Amalfi, Salon de la Société lyonnaise des beaux-arts (n. 36 y 37)
- 1931 - Martigues, Catalogne, Salon de la Société lyonnaise des beaux-arts (n. 34 y 35)
- 1933 - Amalfi près de Naples, Salón de la Société lyonnaise des beaux-arts (n. 24)
- 1935 - Cadaqués petit port espagnol, Salón de la Société lyonnaise des beaux-arts
- 1935 - Ponte-Vecchio, Salon des artistes français en París
- 1936 - Le Pont-Vieux du village de l'Escarène, Salón de la Société des arts du Forez
- 1937 - Positano, Villefranche-sur-Mer, Saint-Tropez et Toulon, Salon de la Société lyonnaise des beaux-arts (n. 24, 25, 26 y 27)
- 1938 - Amalfi - Saint-Tropez : Petit Port - Matin calme - Contre-jour, Salon de la Société lyonnaise des beaux-arts (n. 13, 14, 15 y 16)
- 1939 - Mornas - Visan - Le Car de Montélimar - Vaison-la-Romaine - Saint-Tropez, Salon de la Société lyonnaise des beaux-arts (n. 16, 17, 18, 19, 20)

## Galería de imágenes

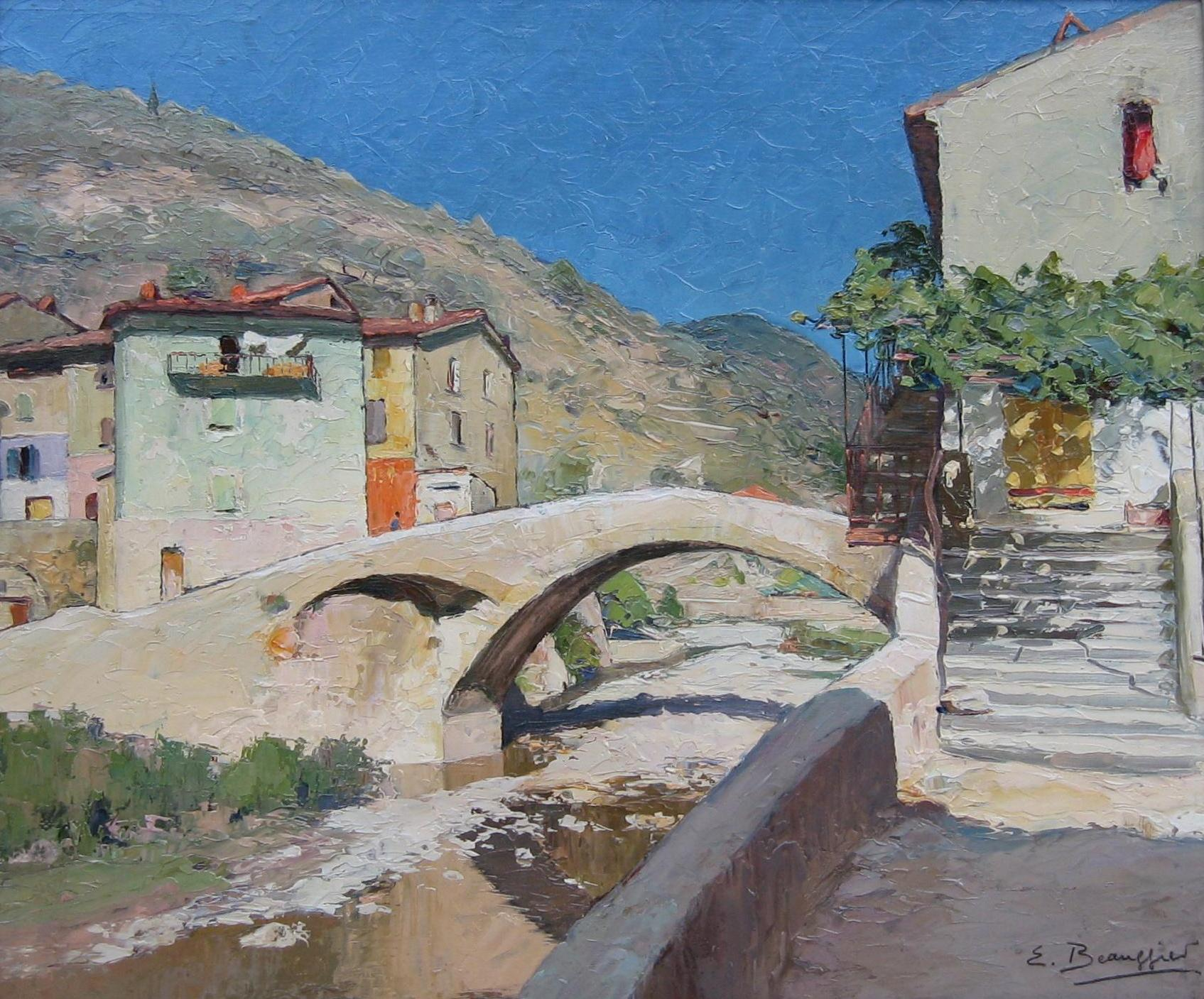
El arroyo Paillon
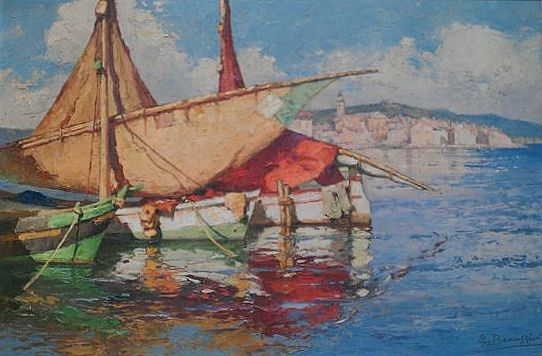
Barcos de pesca en Martigues, 1939
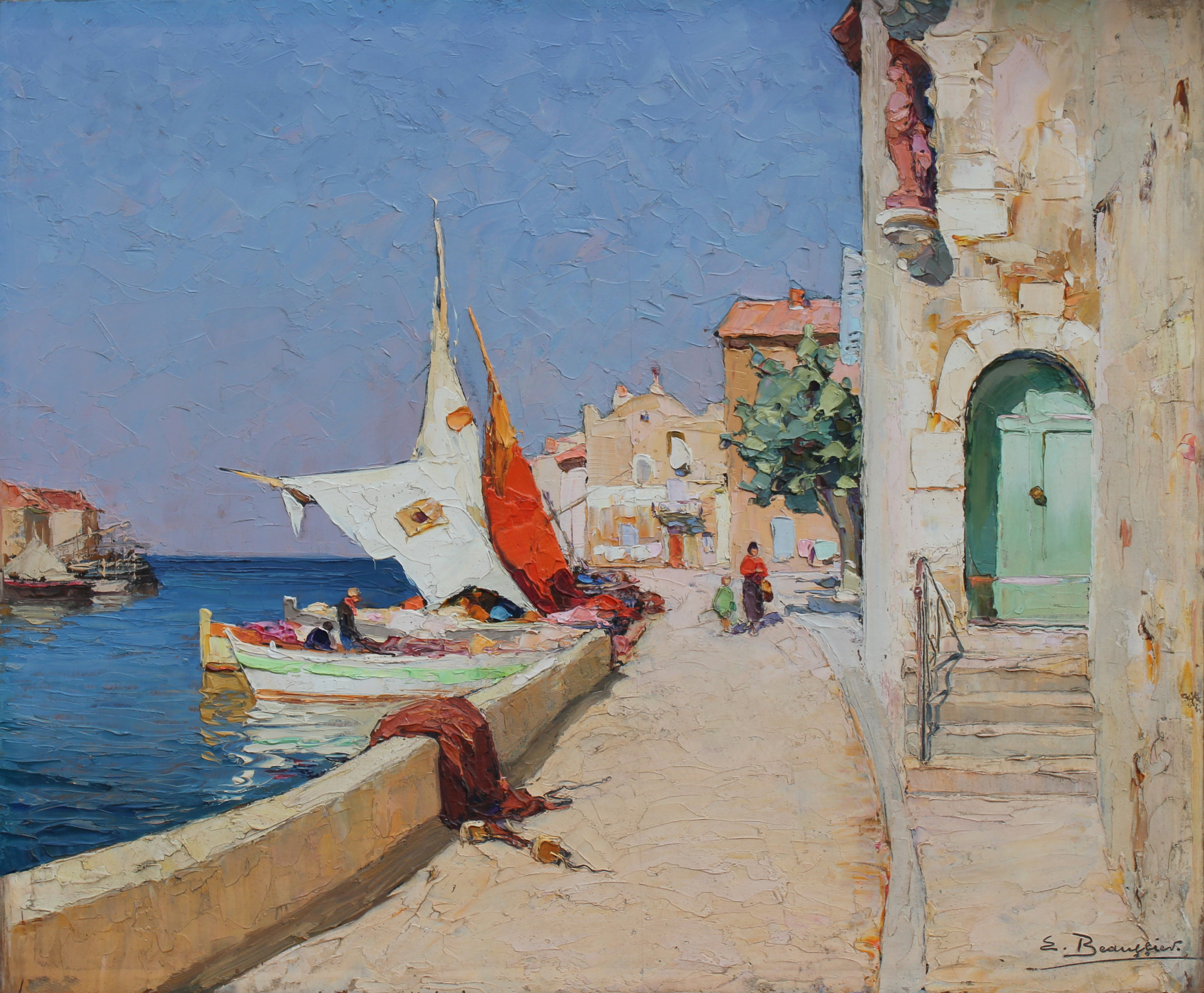
El muelle de Marceau, puerto de Martigues
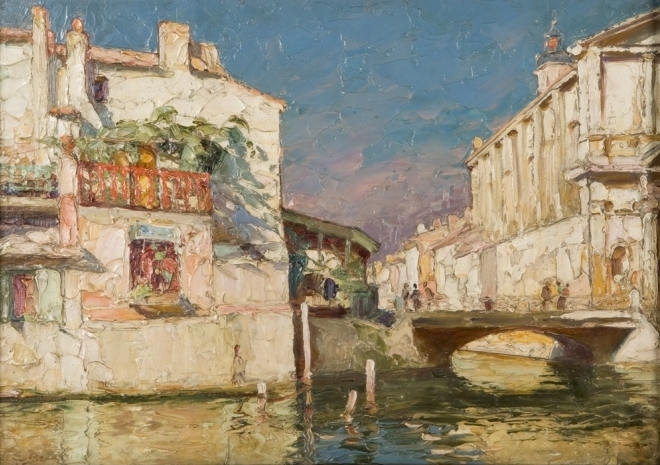
Vista de Martigues desde el muelle de Brescon
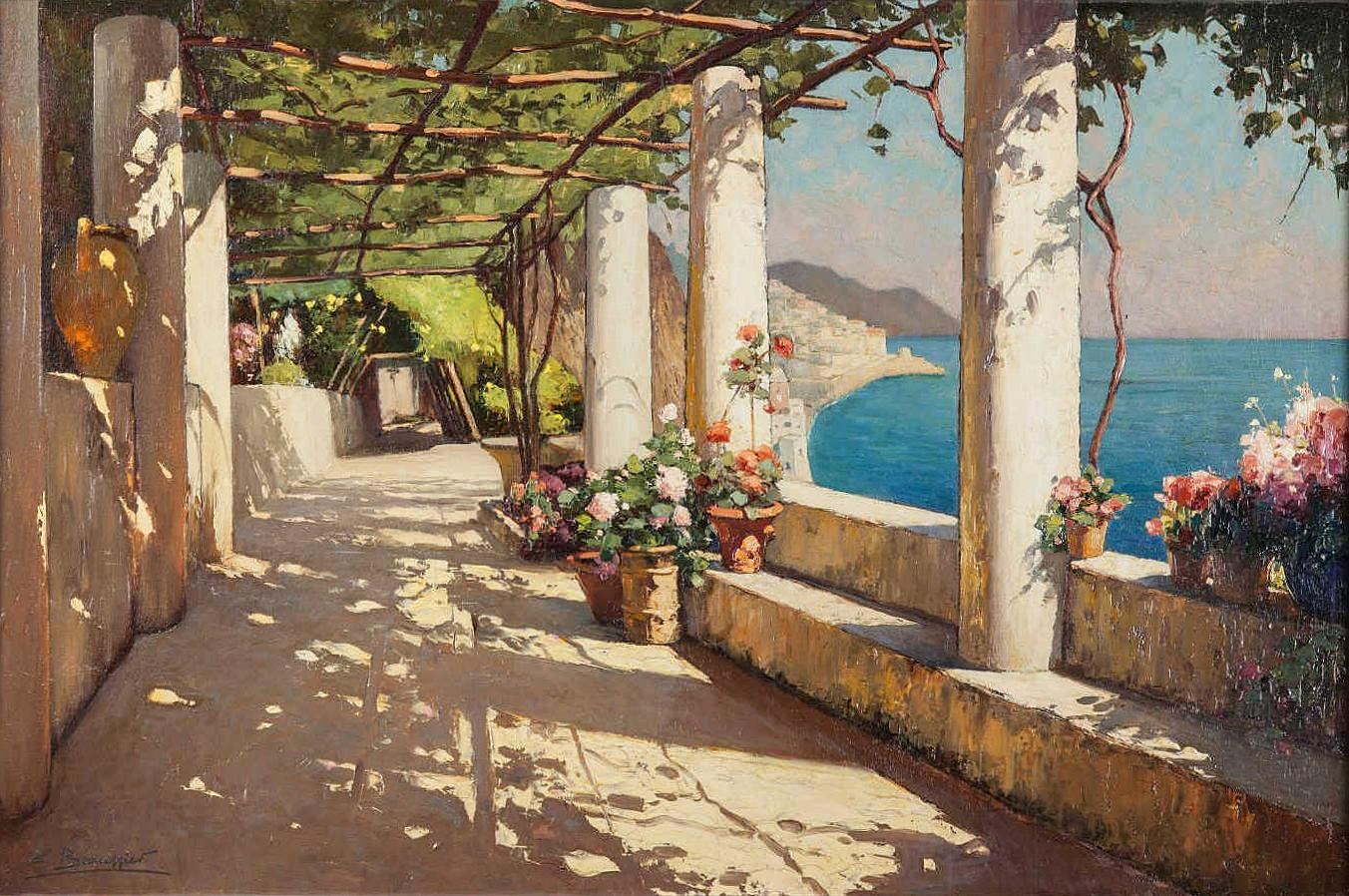
Pérgola en Amalfi, 1927
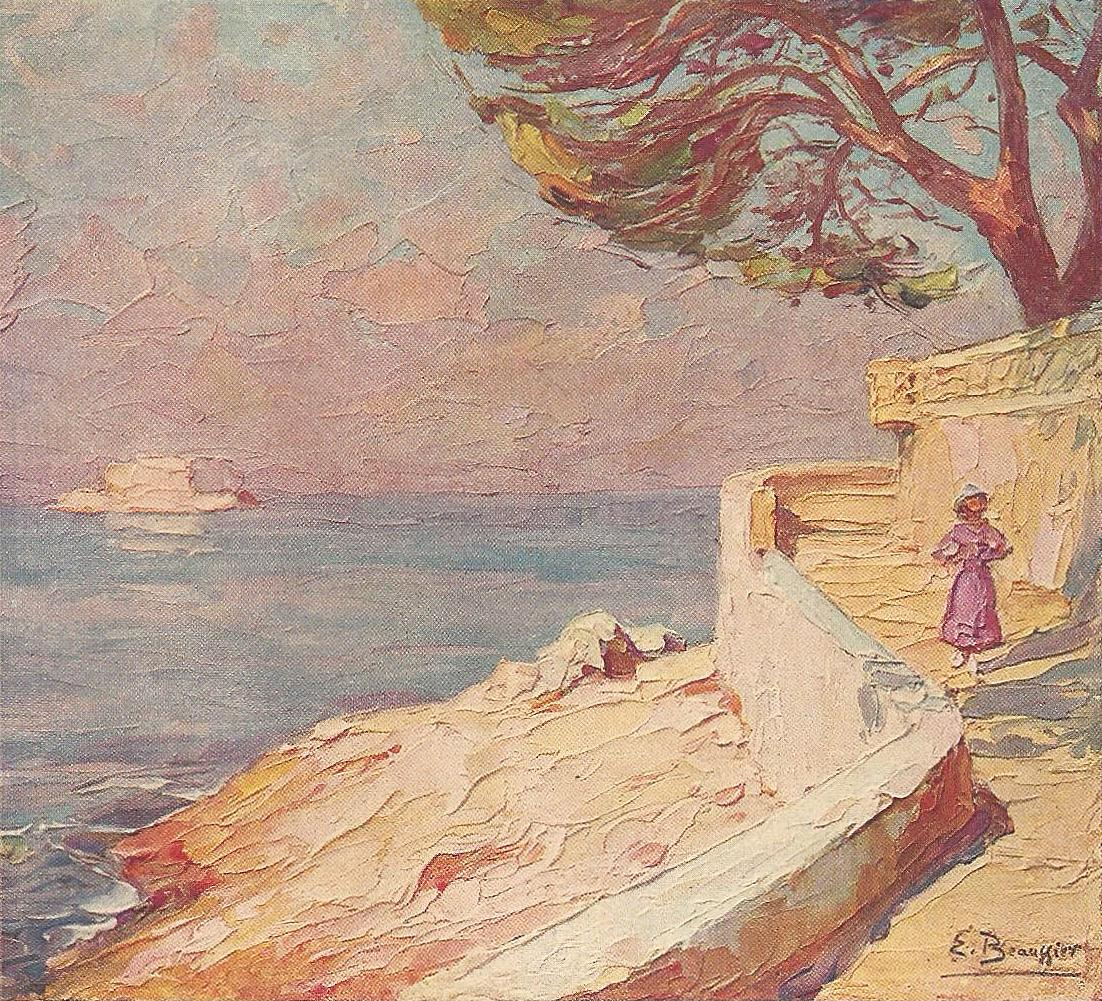
Marco de Endoume en Marsella
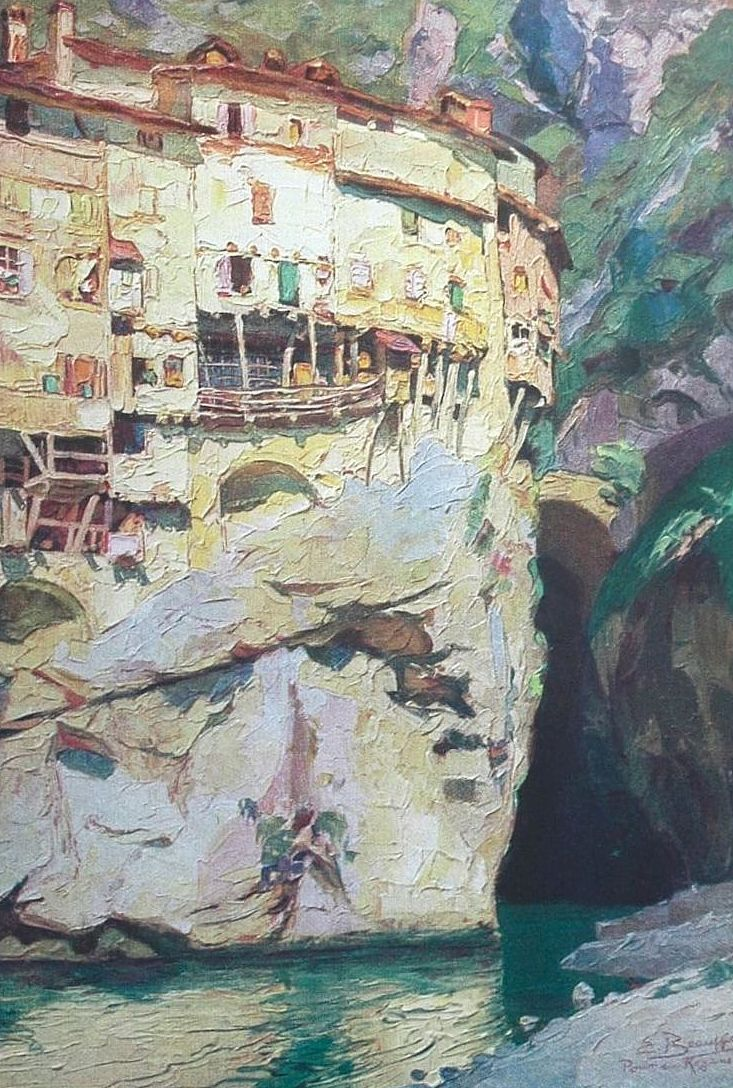
Pont-en-Royans
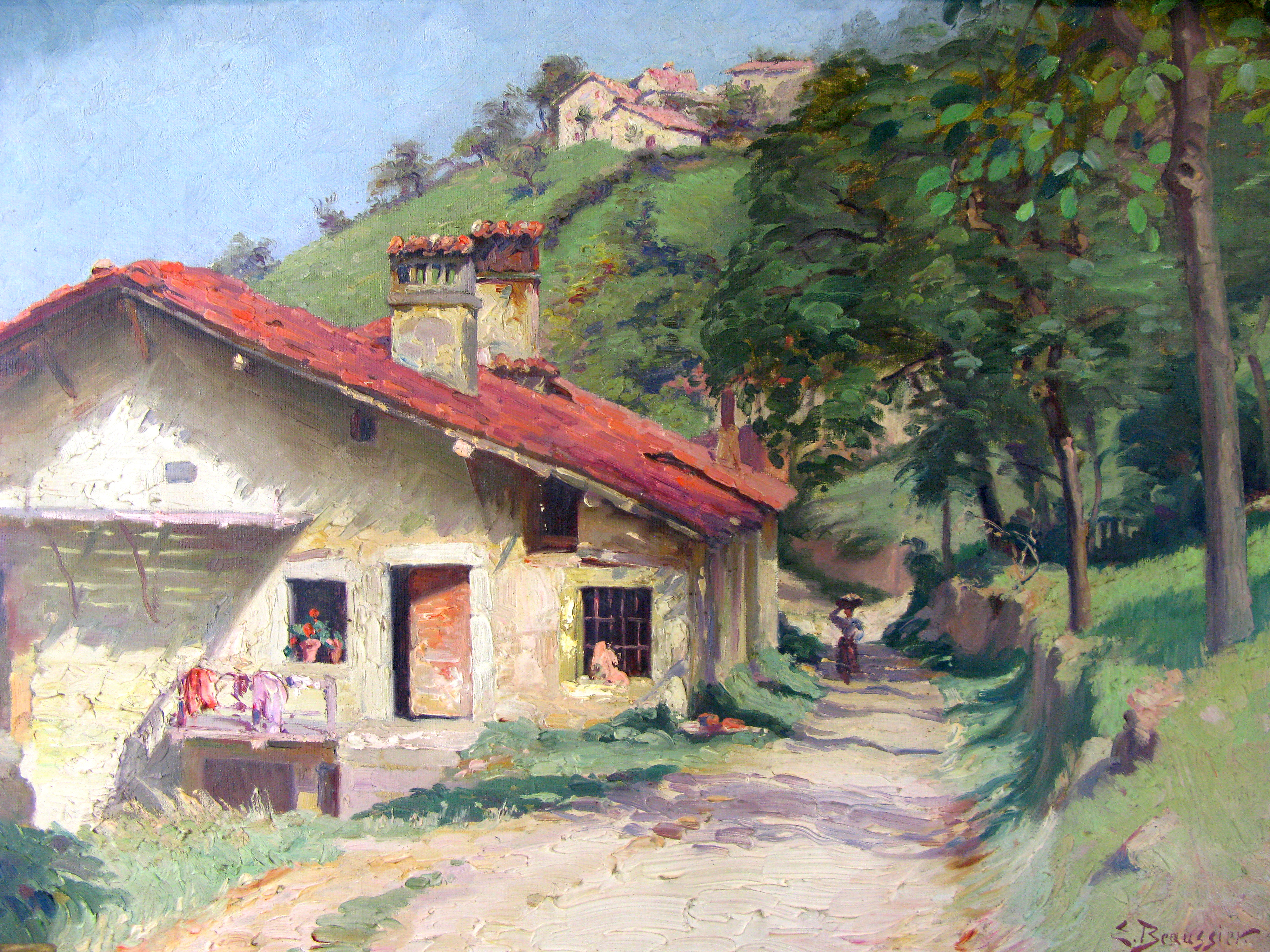
pueblo de montaña

### España e Italia

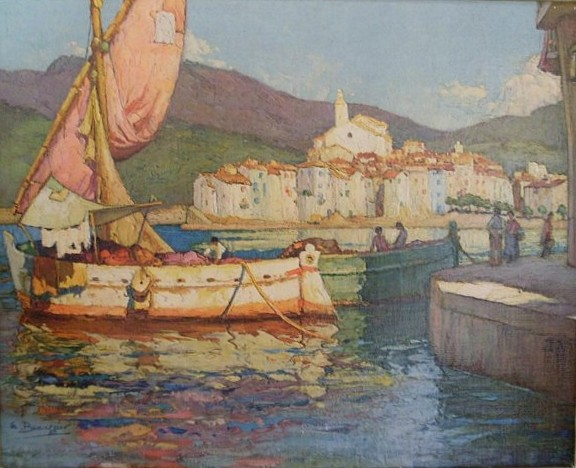
El puerto de Cadaqués
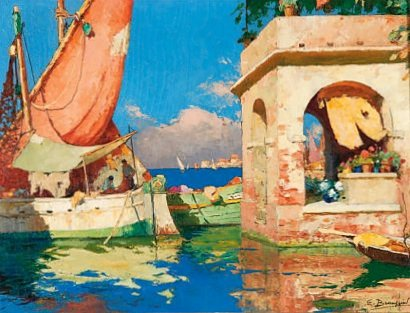
Barcos de pesca en Camogli
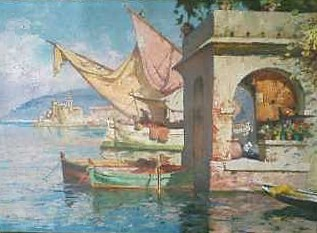
Camogli, barcos de pesca en el puerto
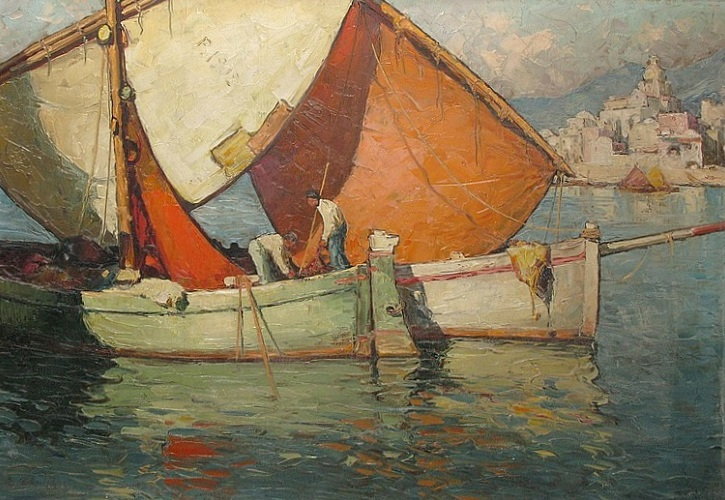
Barcos de pesca en Positano

## Otros proyectos
- Wikimedia Commons contiene immagini o altri file su Émile Beaussier

- Datos: Q17425774
- Multimedia: Émile Beaussier / Q17425774